# Alloxylon brachycarpum
Alloxylon brachycarpum là một loài thực vật]] thuộc họ Proteaceae. Loài này có ở Indonesia và Papua New Guinea. Chúng hiện đang bị đe dọa vì mất môi trường sống.